# Eoghan Murphy
Eoghan Robert Murphy, né le 12 avril 1982 à Sandymount, est un homme politique irlandais, membre du Fine Gael. 
Il est ministre du Logement, de la Planification et de l'Administration locale de 2017 à 2020.